# PR-HU 75
El PR-HU 75 es una ruta de pequeño recorrido en la Ribagorza, provincia de Huesca, Aragón, España. Empieza en Bolturina y acaba en la ermita de San Román de la Puebla de Castro.
El recorrido total son 6 km. Las altitudes durante el recorrido oscilan entre los 550 m s. n. m. en el barranco Peñatolba y los 700 en la ermita de San Román.
| Municipios          | Localidades         | Localidades |
| ------------------- | ------------------- | ----------- |
| La Puebla de Castro | Bolturina           | PR-76       |
| La Puebla de Castro | Ubiergo             | PR-73 PR-74 |
| La Puebla de Castro | La Puebla de Castro |             |
| La Puebla de Castro | Ermita de San Román |             |